# Mormopterus norfolkensis
Mormopterus norfolkensis är en fladdermusart som först beskrevs av Gray 1840.  Mormopterus norfolkensis ingår i släktet Mormopterus och familjen veckläppade fladdermöss. IUCN kategoriserar arten globalt som sårbar. Inga underarter finns listade i Catalogue of Life.
Arten förekommer i östra Australien vid havet. Den individ som användes av Grey för att beskriva arten (holotyp) skulle ha kommit från Norfolkön men där hittades inga fler exemplar. Mormopterus norfolkensis lever i mera torra skogar med eukalyptusträd samt i regnskogar och i fuktiga skogar med hårdbladsväxter. Denna fladdermus gäller som sällsynt.
En studie av Jackson och Groves från 2015 flyttade arten som ensam medlem till släktet Micronomus.
Vuxna exemplar är 50 till 55 mm långa (huvud och bål), har en 32 till 45 mm långa svans, har 35 till 41 mm långa underarmar och väger 6 till 12 g.
Arten jagar främst nattfjärilar men den har även skalbaggar, flugor, getingar, myror och kackerlackor som byten. Jakten sker ovanför skogen eller vid skogsgläntor. Individerna lämnar gömstället ungefär 35 minuter efter solnedgången. Viloplatsen är oftast trädhålor. Ungarna föds under november och december (sommar på södra jordklotet).